# Хизриев, Алиасхаб Гаджиевич
Алиасхаб Гаджиевич Хизриев
(род. 24 августа 1990 года, Дагестан, Россия) — российский боец смешанных боевых искусств. Чемпион России по универсальному бою. Чемпион мира по универсальному бою. Чемпион Москвы по боевому самбо. Представитель полусредней весовой категории. Выступает на профессиональном уровне с 2014 года, известен по участию в турнирах M-1 Global
победитель M-1 Fighter (4 сезон). Бывший чемпион Fight Nights Global в полусреднем весе. Действующий боец UFC.

## Биография
Алиасхаб Хизриев родился 24 августа 1990 года.
Начал выступать по смешанным единоборствам в профессионалах в 2014 году. В период 2014—2021 г. он провёл 14 профессиональных боёв и во всех из них выходил победителем.
29 сентября 2017 года Алиасхаб встретился с известным бойцом Ясубей Эномото и деклассировал его, записав на свой счёт очередную победу.
30 марта 2018 года Хизриев провёл бой за временный титул Fight Night с экс-бойцом UFC Розимаром Пальярисом и нокаутировал его в первой же минуте первого раунда и стал чемпионом Fight Nights Global.
В 2020 году подписал контракт с крупнейшей лигой в смешанных единоборствах UFC.

## Титулы
- FNG
  -  Бывший чемпион в полусреднем весе (77 кг)
  - Чемпион Москвы по боевому самбо 2015.
  - Чемпион России по универсальному бою 2015.
  - Чемпион Мира по универсальному бою 2015.

## Статистика ММА
| Боёв 14  | Побед 14 | Поражений 0 |
| -------- | -------- | ----------- |
| Нокаутом | 5        | 0           |
| Сдачей   | 5        | 0           |
| Решением | 4        | 0           |

| Результат | Рекорд | Соперник         | Способ                       | Турнир                                           | Дата             | Раунд | Время | Место             | Примечание  |
| --------- | ------ | ---------------- | ---------------------------- | ------------------------------------------------ | ---------------- | ----- | ----- | ----------------- | ----------- |
| Победа    | 14-0   | Денис Тюлюлин    | Сабмишном (удушение сзади)   | UFC on ESPN: Блейдс vs. Докас                    | 26 марта 2022    | 2     | 1:45  | Колумбус, США     |             |
| Победа    | 13-0   | Энрике Шиджемото | Сабмишном (удушение сзади)   | Dana White’s CSCS 2020: Week 6                   | 8 сентября 2020  | 1     | 0:50  | Лас-Вегас, США    |             |
| Победа    | 12-0   | Русимар Пальярес | Нокаутом (удары)             | FNG Fight Nights Global 85                       | 30 марта 2018    | 1     | 0:58  | Москва, Россия    |             |
| Победа    | 11-0   | Ясубей Эномото   | Решением (единогласным)      | FNG Fight Nights Global 74                       | 29 сентября 2017 | 3     | 5:00  | Москва, Россия    |             |
| Победа    | 10-0   | Матей Трухан     | Нокаутом (удар по корпусу)   | FNG Fight Nights Global 62                       | 31 марта 2017    | 1     | 0:28  | Москва, Россия    |             |
| Победа    | 9-0    | Сергей Кобчик    | Техническим нокаутом (удары) | EFN Fight Nights Global 53, Day 2                | 8 октября 2016   | 1     | 3:52  | Москва, Россия    |             |
| Победа    | 8-0    | Артур Магомедов  | Решением (единогласным)      | MMA Cup Moscow Big Final                         | 28 ноября 2015   | 2     | 5:00  | Москва, Россия    |             |
| Победа    | 7-0    | Олег Яценюк      | Сабмишном (удушение сзади)   | MMA Cup Dmitrov — Fight Challenge                | 7 ноября 2015    | 1     | 0:39  | Дмитров, Россия   |             |
| Победа    | 6-0    | Джамал Магомедов | Техническим нокаутом (удары) | MMA Cup Dmitrov — Beginning                      | 23 октября 2015  | 1     | 3:35  | Дмитров, Россия   |             |
| Победа    | 5-0    | Марат Гуломов    | Сабмишном (удушение сзади)   | M-1 Global Mix Fighter Challenge 1               | 4 октября 2015   | 1     | 0:57  | Калуга, Россия    |             |
| Победа    | 4-0    | Байсар Кулирамов | Сабмишном (удушение сзади)   | M-1 Challenge 55 In Memory of Guram Gugenishvili | 21 февраля 2015  | 1     | 0:57  | Тбилиси, Грузия   |             |
| Победа    | 3-0    | Роман Мироненко  | Решением (единогласным)      | M-1 Global Super-Stage Reality Show MixFighter   | 27 сентября 2014 | 2     | 5:00  | Мытищи, Россия    |             |
| Победа    | 2-0    | Максим Грабович  | Решением (единогласным)      | M-1 Global MixFighter Season 4                   | 15 июня 2014     | 2     | 5:00  | Минск, Белоруссия |             |
| Победа    | 1-0    | Марат Гуломов    | Техническим нокаутом (удары) | Mix Fighter New Horizons Qualifying              | 27 мая 2014      | 2     | 2:40  | Минск, Белоруссия | Дебют в ММА |